# Merlin z Chaosu
Merlin z Chaosu je postavou z knih o Amberu Rogera Zelazného. Je šlechtic, čaroděj, programátor a konstruktér a vypráví druhých pět dílů série. Jako syn Corwina z Amberu a Dary z Chaosu spojuje Řád a Chaos, prošel Logrem i Vzorem.
Vyrobil magický počítač Cyklický fantóm a vlastní škrtící šňůru Frakiru.

## Tituly
Ve Dvorech Chaosu je princem Chaosu z významného šlechtického rodu Sawallů. Merlin není ale s tímto rodem pokrevně spřízněn, stal se jeho členem díky tomu, že ho manžel jeho matky Dary, lord Sawall, adoptoval. Po matce pochází Merlin z rodu Helgramů, ti jsou ale co se týče linie následnictví vzdáleni od nároku na královský trůn ve Dvorech Chaosu o něco více než Sawallové.
Merlinův titul ve Dvorech nejprve moc neznamená, neboť i tak je před ním velké množství jiných, co mají na nástupnictví větší právo. V knize Rytíř Stínů se ale překvapivě dovídá, že je v řadě možných následníků již třináctý a v knize Princ Chaosu se stává jakožto první v pořadí králem (tedy, prakticky, neboť dosavadní král Swayvill právě zemřel, ke korunovaci ovšem zatím nedošlo). Do snížení počtu Merlinových konkurentů byli pravděpodobně zapojeni jeho nevlastní bratr Mandor a matka Dara, kteří ho chtěli dosadit na trůn, ale nepochybně se přičinili i příznivci ostatních kandidátů.
V Amberu je jeho titul vévoda ze Západního pomezí a hrabě z Kolviru. Jakožto levoboček prince Corwina totiž nemá nárok na titul amberského prince. Jasře se představuje jako vévoda ze Západních mokřin, patrně se ale jedná o chybu překladu.

## Rodinné poměry
Po otci Corwinovi patří Merlin do královského rodu v Amberu. Přestože Corwin míval s některými sourozenci v minulosti spory, Merlin je v této části rodiny celkově oblíben, možná z části i proto, že neusiluje o moc a postavení u dvora.
Z otcovy strany nejsou známi žádní Merlinovi sourozenci, ze strany matky má pak tři bratry – mladší Despila a Jurta, jejichž matkou je Dara a otcem lord Sawall, a staršího Mandora, kterého měl Sawall s jednou ze svých předchozích manželek. S Mandorem Merlin vychází nejlépe a je ve vztahu k němu značně důvěřivý. S Despilem se k sobě chovají neutrálně, spíše si nevadí. Zato nejmladší Jurt na Merlina odmalička žárlí a nevynechá žádnou příležitost k vyvolání konfliktu; dokonce se ho už několikrát pokusil zabít.
Merlin dosud není zadaný, i když před nějakou dobou měl vážný vztah s pozemskou dívkou Julií, ke které stále chová jisté city, přestože se už dávno rozešli. Také ona k němu chová city - pokouší se mu pomstít za to, že jí odmítl. Později se Merlin sblíží s Coral, dcerou prominentního diplomata z Begmy (jednoho ze stínů poblíž Amberu), která se ukáže být nemanželskou dcerou jeho amberského dědečka Oberona.
Mezi Merlinovy nejbližší přátele patří spolužák z pozemské školy Luke Reynards, který je ve skutečnosti jeho bratranec Rinaldo, syn otcova mladšího bratra Branda. Luke se Merlina několikrát pokoušel zabít, aby pomstil svého otce, ale poté, co se lépe poznali a spřátelili se, toho nechal.
Merlin nemá zatím vlastní potomky, ačkoli by se s trochou nadsázky dal za jeho "dítě" považovat Cyklický fantom, superpočítač nadaný vlastním vědomím, jenž Merlin sestrojil ve stínech a který ho oslovuje "tati".

## Schopnosti
Jako jeden z mála prošel Logrem i Vzorem, později navíc vzorem vyššího řádu v Kameni Rozhodnutí a Corwinovým Vzorem. Magický výcvik ovšem absolvoval ve Dvorech Chaosu a k čarování tedy obvykle používá Logrus. Umí kreslit Trumfy a stejně jako většina Chaosanů měnit podobu.
Absolvoval šermířský výcvik, ale v porovnání s ostatními Ambeřany a Chaosany není zvlášť dobrý šermíř a v konfliktu preferuje magii.
Na Zemi pod jménem Merle Corey absolvoval univerzitu (tu samou jako Rinaldo pod jménem Luke) se zaměřením na výpočetní techniku a pracoval čtyři roky u firmy Grand Design.

## Osobní historie
Merlin byl počat v Avalonu a narodil se v Chaosu. Tam prošel Logrem a postoupil běžný výcvik (magie, zbraně, jedy) a také se tam jako dospělý prvně krátce setkal se svým otcem - poznal ho podle meče, zatímco Corwin se teprve později dozvěděl, kdo ho nechal jít.
K delšímu rozhovoru došlo až po Bitvě Vzoropádové, kdy mu Corwin vyprávěl o svém životě (možná právě to, co jsme mohli číst v prvních pěti knihách). Poté Merlin navštívil Amber a prošel Vzorem. Když se Corwin někam ztratil, Merlin se rozhodl strávit nějaký čas na stínu Země, aby pochopil, jak uvažuje a mohl ho lépe najít.
Na Zemi se setkal s jiným Ambeřanem, Rinaldem. Oba ale tajili svoji minulost tak úspěšně, že se o tom Merlin během celého univerzitního studia nedozvěděl (Rinaldo o Merlinovi věděl, ale právě to, že Merlin svoji minulost tajil, mu usnadnilo předstírání). Díky svému tajnůstkaření také zmátli tygu - démona schopného ovládnout tělo člověka, kterého poslala Dara, aby Merlina chránil. Správně identifikovala oba Ambeřany, ale nevěděla, který je který, takže s nimi studovala.
Během pobytu na Zemi také vymyslel a ve vzdáleném stínu postavil Cyklického Fantoma, magický počítač obsahující části Vzoru a schopný prohledávat stíny pomocí automaticky generovaných Trumfů.

## Děj knih
Kniha Trumfy Chaosu začíná jeho rozhodnutím s pobytem na Zemi skončit. Rinaldo se ho několikrát pokoušel nepřímými způsoby zabít - vždy v den, kdy se dozvěděl, že Corwin měl podíl na smrti jeho otce Branda. Když ho lépe poznal, přestal s tím, ale jeho matka Jasra pokračovala. Merlin se rozhodl neznámého útočníka dostat a skutečně se k ní dostal, ale Jasra ho uštkla a musel uprchnout. Jako by to nestačilo, pořád ho pronásleduje tyga ve snaze ověřit jeho totožnost, Rinaldo má zájem o Cyklického Fantoma, Cyklický Fantom získá vlastní vědomí a králi Randomovi se to nelíbí - celkem komplikovaná situace. Merlin se rozhodne Cyklického Fantoma dočasně vypnout a doinstalovat nějaké bezpečnostní pojistky a Rinaldo jde z vlastních důvodů s ním. Fantom jim ovšem zabrání se k němu dostat. Rinaldo poté uvězní Merlina v křišťálové jeskyni a prozradí svoji identitu.
Z jeskyně mu neúmyslně pomohla Jasra. Uprchne, ale Merlin poté najde její pevnost zvanou Pevnost čtyř světů, obsahující fontánu magické energie. Zaútočil na ní, ale v té době jí měl v držení jiný čaroděj a Jasru držel v znehybňujícím kouzlu. Merlin ustoupil, ale Jasru vzal s sebou do Amberu.
Následuje drobná mezihra, kdy je Merlin uvězněn spolu s Rinaldem ve stínu Alenky v říši divů. Rinalda totiž někdo zfetoval halucinogeny, které se jako u většiny ambeřanů spojily s jeho magií. Merlin se z toho dostane a odrazí přitom další útok na svůj život, Ohnivého Anděla, kterého musel poslat někdo z Chaosu. Vrátí se do Amberu a povede se mu „ztratit“ diplomatickou návštěvu, princeznu Coral ze země v okolí Amberu, po průchodu Vzorem. Cyklický Fantom se uklidní a po ověření, že ho Merlin nechce vypnout, mu slíbí pomoc. Merlin podnikne další útok na Pevnost čtyř světů, tentokrát s bratrem Mandorem a odčarovanou Jasrou (která dala přednost Pevnosti před pomstou).
V Pevnosti se setká nejen s tajemným čarodějem, ze kterého se vyklube Merlinova exmilenka ze studií Julie, ale také s bratrem Jurtem, který ve fontáně zkouší zopakovat postup, kterým se Brand proměnil v „živý trumf“. Zvítězí, ale oba utečou. Poté ho Vzor přemístí do podivného místa mezi stíny, kde si má vybrat mezi Vzorem a Logrem. Přitom ho naviguje Logrem vylepšená Frakira. Dopadne to tak, že s Kamenem Rozhodnutí opraví jednu poškozenou kopii Vzoru a tím ho posílí, a přitom osvobodí Coral. Opět se vrací do Amberu a zúčastní se souboje Vzoru a Logru o Kámen Rozhodnutí. Po výsledné explozi najde v Brandově pokoji Hroten, nesmírně mocný artefakt ve tvaru prstenu, dostane se pod kouzlo na něm umístěné a nechá tam Frakiru.
V posledním díle se dozví, že zemřel král Chaosu Swayvill a on je třetí v pořadí následnictví. Odletí do Chaosu na pohřeb, zbaví se kouzla na Hrotenu a naučí se ho používat, smíří se s Jurtem, najde otce Corwina, projde jeho Vzorem, osvobodí Coral tentokrát unesenou jako jeho nevěsta a soubojem s Darou a Mandorem prosadí právo skutečně vládnout (místo původního plánu, kdy měl být jejich loutkou).